# Eskader

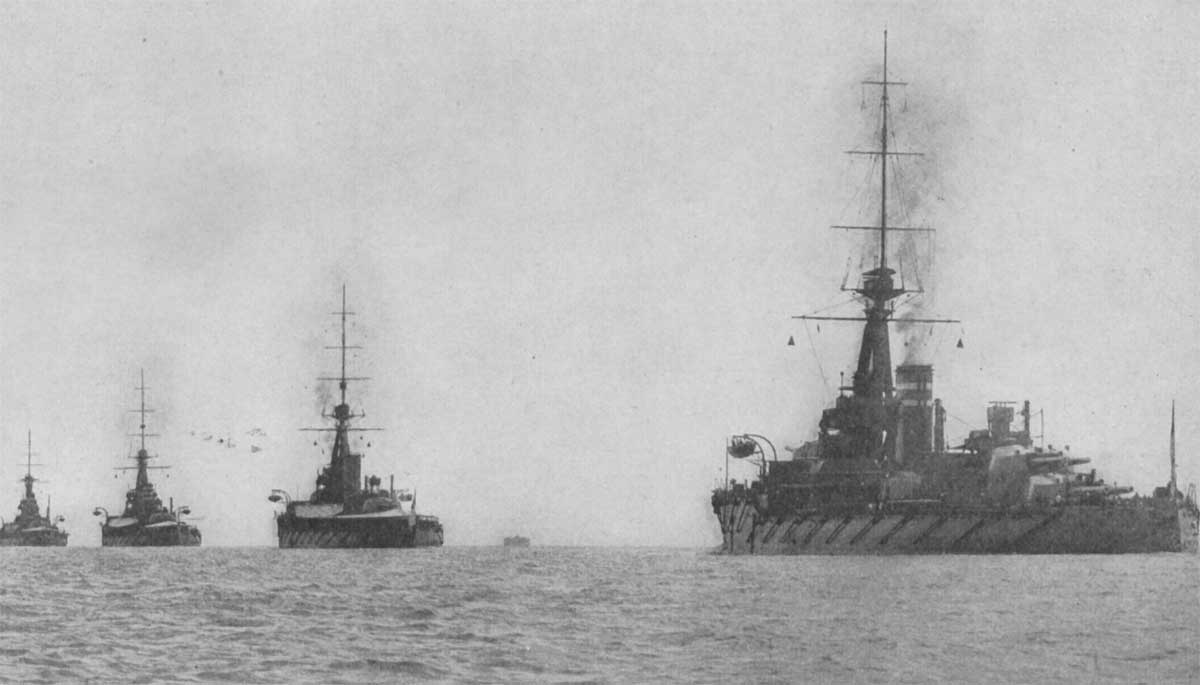
Het tweede eskader van de Britse Marine in 1916

Een eskader of (historisch) smaldeel, tegenwoordig ook vaak met het bredere woord taskforce aangeduid, is een groep oorlogsschepen die in formatie vaart. De samenstelling van een eskader is niet vastgesteld. De definitie van een eskader verschilt per land. Bij de luchtmacht gebruikt men eskader als synoniem voor squadron.
Bij de Britse marine wordt de term eskader alleen gebruikt wanneer zich in de groep ten minste twee grotere schepen bevinden.
De Nederlandse marine gebruikt de term eskader voor een groep fregatten, doorgaans van verschillende klassen, vergezeld van een bevoorradingsschip en soms ook van een amfibisch transportschip. In de regel organiseert de marine één eskader (aangeduid met Het Eskader), dat enkele malen per jaar oefenreizen onderneemt. Het Eskader werd in het begin van de jaren zeventig voor het eerst georganiseerd ter vervanging van de toen bestaande smaldelen 1 en 5. Vanaf het midden van de jaren negentig werken de Belgische en Nederlandse marine samen in het Belgisch-Nederlandse Eskader: er wordt dan één Belgisch fregat toegevoegd aan het eskader.
De term doodseskader wordt gebruikt voor een groep die bestaat uit militairen of paramilitairen die terroristische acties uitvoeren of in opdracht van bv. een dictatoriaal regime opposanten uit de weg ruimen.